# Puri
Puri è una suddivisione dell'India, classificata come municipality, di 157.610 abitanti, capoluogo del distretto di Puri, nello stato federato dell'Orissa. In base al numero di abitanti la città rientra nella classe I (da 100.000 persone in su).

## Geografia fisica
La città è situata a 19° 48' 0 N e 85° 50' 60 E al livello del mare.

## Società

### Evoluzione demografica
Al censimento del 2001 la popolazione di Puri assommava a 157.610 persone, delle quali 82.229 maschi e 75.381 femmine. I bambini di età inferiore o uguale ai sei anni assommavano a 15.802, dei quali 8.153 maschi e 7.649 femmine. Infine, coloro che erano in grado di saper almeno leggere e scrivere erano 118.449, dei quali 65.727 maschi e 52.722 femmine.

## Luoghi d'interesse

### Tempio di Jagannath

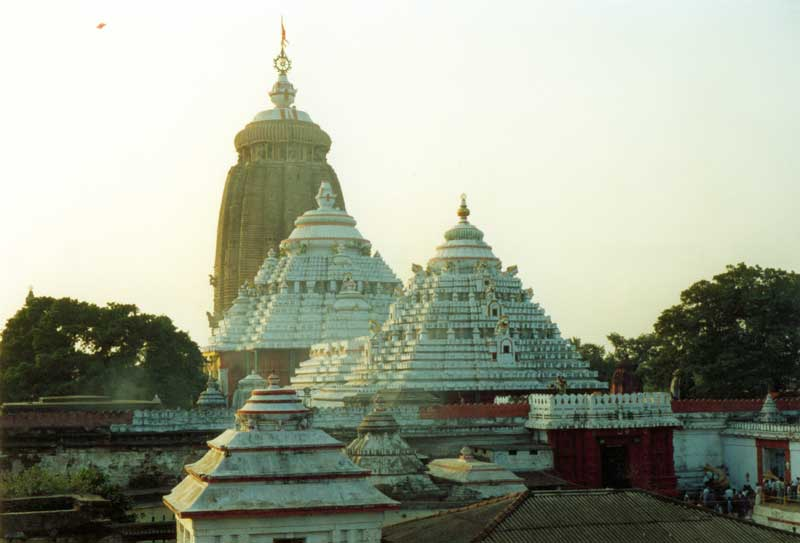
Tempio di Jagannath

Il Tempio di Jagannath è il più famoso tempio indù di Puri ed è dedicato a Jagannath (Visnù). Il nome di Jagannath (Signore dell'Universo) è una combinazione delle parole sanscrite Jagat (Universo) e Nath (Signore). Il tempio è un'importante meta di pellegrinaggio per molti indù, in particolare per fedeli di Krishna e Visnù, e è parte del Dham Char, il pellegrinaggio che un indù deve compiere almeno una volta nella propria vita.